# Związki siarkoorganiczne

Allicyna, związek odpowiedzialny za zapach czosnku

Związki siarkoorganiczne – związki organiczne zawierające wiązanie węgiel-siarka. Występują powszechnie w organizmach żywych i materii organicznej, np. węgiel kamienny, ropa naftowa i gaz ziemny. Aminokwasy siarkoorganiczne, cysteina i metionina, należą do 20 podstawowych aminokwasów białkowych i wchodzą w skład wielu białek. Wiele związków siarkoorganicznych ma intensywny, często nieprzyjemny zapach.

## Klasyfikacja

Waracyna zawiera układ pentasiarczkowy

Wiele związków organicznych zawierających tlen ma swoje odpowiedniki siarkoorganiczne. Ich nazwy systematyczne tworzy się poprzez dodanie przedrostka „tio” do związku tlenowego, wiele ma też nazwy zwyczajowe.
- tiole (tioalkohole, merkaptany) R-SH, np. etanotiol lub ditiotreitol
- tioetery (sulfidy, siarczki) R-S-R, np. sulfid bis(2-chloroetylu) (iperyt)
- disulfidy (disiarczki, dwusiarczki) R-S-S-R – zawierają mostek disiarczkowy, powstają jako produkty łagodnego utleniania tioli; znane są też związki siarkoorganiczne zawierające wiązania wielosiarczkowe (np. waracyna)
- kwasy tiokarboksylowe R-COSH, np. kwas tiooctowy i ditiokarboksylowe R-CSSH
- tioestry R-C(O)-S-R, np. acetylokoenzym A
- tioacetale R2C(OR)SR i ditioacetale R2C(SR)2
- związki z podwójnym wiązaniem C=S:
  - tioaldehydy R-CHS, tioketony R2C=S, tioamidy R-C(=S)-NR2 itp.
  - ylidy siarkowe R2C=SR2 ↔ R2C-–S+R2
- związki zawierające wiązanie S=O:
  - sulfotlenki R2S=O, np. dimetylosulfotlenek
  - sulfony R2SO2, np. dorzolamid
  - związki zawierające grupę sulfonową: kwasy sulfonowe R-SO3H (np. kwas triflowy) i ich pochodne: sole – sulfoniany, estry sulfonowe R-SO2OR, sulfonamidy R-SO2NR2, sulfonowe chlorki kwasowe R-SO2Cl itp.
- związki hiperwalencyjne SR4 (sulfurany) i SR6 (persulfurany), w których siarka tworzy odpowiednio 4 i 6 wiązań pojedynczych, z których część lub wszystkie to wiązania S-C. Persulfurany, w których występują wyłącznie wiązania S-C są rzadko spotykane. Synteza persulfuranu po raz pierwszy została opisane w 2006 roku[1]:

Synteza persulfuranu 3 z sulfuranu 1. (a) XeF_{2}/BF_{3}; (b) MeLi